# 神様ゲーム (宮崎柊羽)
『神様ゲーム』（かみさまゲーム）は、宮崎柊羽による日本のライトノベルである。イラストは七草が担当。角川スニーカー文庫より長編1 - 8巻、短編集3巻が刊行されている。『ザ・スニーカー』にて連載。『月刊Asuka』で吉村工によってコミカライズされた。

## あらすじ

### 長編
神様ゲーム カミハダレニイノルベキ
「さあ、ゲームを始めよう！」ある日突然、神様と呼ばれる存在が人間にゲームを挑んだ。それは〝かくれんぼ〟。
最初は人間総出で探していたが、様々な紆余曲折を経て叶野学園高校生徒会の面々に押し付けられた。
ゲームオーバーなら地球滅亡という、世界の運命が懸かった壮大な〝かくれんぼ〟を……。
しかし生徒会副会長の秋庭多加良は、叶野市の土地神〝かのう様〟と別のゲームを続行中の身であった！
人間に憧れる神様たちが仕掛けた〝神様×神様（ダブルカミサマ）ゲーム〟!!
神様ゲーム2 カミハナニヲエラブベキ
「さあ、オレと戦え！秋庭多加良！」二月下旬の寒空の下、秋庭多加良は不思議な少年・キララに挑戦された。
それをきっかけに、キララの双子のマイカが〝かのう様〟に持ち込んだ〝○×ゲーム〟に巻き込まれた生徒会の面々。
果たして彼らは、全問正解して叶野市の季節（じかん）が止まらなくなるという事態を回避できるのか！？
キュートで腹黒な神様が仕掛けた〝神様×神様×神様（トリプルカミサマ）ゲーム〟!!
神様ゲーム3 カミハダレガマモルベキ
「みんなに招待状を持って来たよっ！」卒業式も終わった三月下旬、和彩波に〝かのう様〟の祭りに招待された生徒会の面々。
しかし祭りの数日前、和家邸宅に黒猫の仮面を被った謎の集団が侵入し、和家は大混乱に陥る。しかも黒猫集団の目的は〝かのう様〟を奪うことだという。
これはいつもの腹黒ゲームなのか？それとも……。これは最も謎めいて、少しせつない〝神様－神様（ゼロカミサマ）ゲーム〟の始まり!!
神様ゲーム4 カミハダレトオドルベキ
「私は、羽黒花南は嘘つきの黒猫です。」仲間だと信じていた羽黒花南は敵である黒猫で、更に願いの植物まで咲いてしまった。
その事実にショックを隠し切れない生徒会の面々。その上、騒動の中心である〝かのう様〟も消えてしまい絶体絶命の窮地に。
そんな中、生徒会の面々はそれぞれの想いで花南を信じ、〝かのう様〟も花南も取り戻すために動き出す！
最も謎めいて、少しせつない〝神様－神様（ゼロカミサマ）ゲーム〟衝撃のエンドをPLAY ON！
神様ゲーム5　カミハナミダヲサガスベキ？
「さあ、鳥追いゲームを始めよう！」って宣言したのはキュートで腹黒な土地神〝かのう様〟。
最近叶野市は晴れが多いと感じていた俺だが、裏ではかのう様が、逃げ出した〝雨の鳥〟を捕まえに叶野市に来ているらしく！？　
しかも雨の鳥は人間の中に潜み、願いの植物を食べるって！？人生で一番大事な生徒会選挙中なのに、超危険な神様ゲームをクリアできるのか！？
遊びと祈りに満ちたPLAY & PRAY GAME!
神様ゲーム6　カミハナニヲイダクベキ？
「魔神すごろくを始めるじゃん！」魔神により地形を組み替えられ、すごろく盤となってしまった叶野市。
俺、秋庭多加良以外の背景（ヒト）は停止した中、卵から孵った謎の生物〝タマちゃん〟を連れて、すごろくの駒（プレイヤー）として魔神とゲーム！？
しかも無理難題イベント付きのゲームの最終目的は、〝神を創る〟ことだと！？叶野市最大の危機に、あの〝かのう様〟は現れないのか！？
かつてない規模でおくる遊びと祈りに満ちたPLAY&PRAY THE GAME！
神様ゲーム7　カミハナニヲハコブベキ？
とある用事のため、〝かのう様〟を敬う大金持ちの和家を訪問した秋庭多加良。
八つの門を開け、敷地内に入った彼が目にしたモノは移動遊園地だった！
そういえば先日〝かのう様〟に「和家の当主に似たものを探しておくれ」と取引を持ちかけられたっけ……まさか嵌められたか！？
と疑う多加良だが、そのままミラーハウスへと強引に誘われ、今回のゲームが〝王冠〟を獲得する王様ゲームだと知り———！？
不思議の国・和家で開催される、超大がかりなPLAY&PRAY THE GAME！

### 短編集
神様とゲーム ハレ／クモリ／アメ／ニジ　（ハレトキドキクモリトキドキアメノチニジ）
「皆にお年玉をやろうかの！！」冬休みも明けた一月中旬、そういって〝かのう様〟が持って来たのは切断された〝手〟だった。
案の定待っていたのは〝手〟を辿る宝探しゲームという、いつものパターンだった。
しかし一哉はかなり乗り気で、止められそうもない。そして曇りの中、推理エッセンスがまじった腹黒ゲームが始まった！
キュートで腹黒な神様が仕掛ける4つの〝神様ゲーム〟は雨天決行でPLAY ON！
神様でゲーム ソラ／ホシ／カゼ／ヒビ　（ソラカラホシカラカゼカラヒビヘ）
空は晴天の休日なのに、とある人物との罰ゲームにより叶野学園内に隠された108個のエンブレム探しをしている俺、秋庭多加良と生徒会メンバー。
だがどうしても最後の1個が見つからず、ゲームが大好きな腹黒土地神〝かのう様〟のヒントを受け、〝秘密の部屋〟を探すことに！？
さらに生徒会の赤字解消のためにコスプレ喫茶も開催だと！？俺の日々には強い逆風しか吹いていないのか！？
4つの〝神様ゲーム〟は疾風怒涛にPLAY ON！
神様もゲーム カガミ／ガラス／ヒカリ／アソベ　（カガミモガラスモヒカリトアソベ）
かのう様との腹黒ゲームも一段落した平和な午後に俺、秋庭多加良は黒い×マークが付けられた鏡を見つける。
新入生歓迎会で多忙な時期なのに、まさかやっかい事か！
と身構えた途端に、叶野学園に伝わる〝真実の鏡〟の呪いの調査を依頼され！？
またある日には、俺のトレードマークである眼鏡を無くした代わりに、林檎の神様〝フジ〟を拾ったり！？
嗚呼、ヒカリ輝く未来は俺にあるのか？
4つの〝神様ゲーム〟は百花繚乱にPLAY ON！

## 登場人物（レギュラーメンバー）

### 叶野学園高校生徒会
秋庭 多加良（あきば たから）
本作の主人公。叶野学園高校生徒会副会長。頭の回転が速いニヒルな切れ者で自分は超有能だと思っている自信家（「神よりも俺を信じろ」）。実際かなり有能（学年首席を入学以来維持し続けたり、桑田と互角に戦えるほど）。しかしかなりの美形なのに悪人顔と思い込んだり、色んな人に好かれているのに気付かない程の超鈍感男。夢は世界統一国家の帝王。叶野市で唯一願いの無い（夢しか持っていない）人間。
現在、かのう様と100人の願いを叶えるゲーム中にもかかわらず、別の神様からのいろいろなゲームに巻き込まれる苦労人（しかし、ゲームに巻きこまれることでかのう様とのげーむを進めることになっていることも否定できない）。このゲームをクリアしないと叶野市から出られないという呪いをかのうにかけられた。ある人の願いを叶えられず、昏睡状態にしてしまった過去を持つ。
鈴木 朔（すずき はじめ）
叶野学園高校生徒会会長。人間の常識を超越した性格をしており、その行動、言動は常人には計り知れない。毎回意味不明なイベントを開催し、多加良たちの怒りを買っている。
実は人間に〝かくれんぼ〟を持ち込んだ神様。願いは神様以外の名前で呼ばれることと人間になること。〝かくれんぼ〟後は〝かのう様〟の力により、叶野市にいる間だけ普通の人間として暮らせている。
この世界を創った「ハジマリノダレカ」の一人。人間を作った神様。
尾田 一哉（おだ かずや）
叶野学園高校生徒会会計。繊細でマイペースな性格だがツッコミの切れ味は生徒会で一番。寝起きはものすごく悪く、機嫌が極悪になる。多加良とは幼馴染みでかけ算を多加良に教えた。昔から病弱で喘息を患っていた。数学においては多加良よりも成績が良い。有能な多加良に劣等感を抱いていて一時期暴走したが、多加良の活躍によって無事に済んだ。それ以降はツッコミが切れを増し、バレンタインイベントでは司会のウエストとして、イースト（東雲小蒔）と共に見事な手腕を発揮した。多加良の右腕。
願いは多加良と共にいること。
鈴木の身勝手な企画で会計赤字が出ることに悩んでいる。ちなみにキレた時はとてつもなく恐ろしい。多加良や美名人でも頭が上がらない。
桑田 美名人（くわた みなと）
叶野学園高校生徒会書記。ポーカーフェイスで近寄りがたいが、内面は優しい。お菓子作りが得意でお茶やお菓子が好きと実に女の子らしい。だが料理は苦手である(理由はお菓子と違い計量に曖昧な部分があるからである)。多加良に恋心を抱いており、想いを同じくする彩波とは非常に仲が悪い。逆に花南とは非常に仲が良い。
実家が〝桑田万能流〟という武術を教えている道場で、しかもそこで師範代を務めている。そのためとてつもなく強い。
羽黒 花南（はぐろ かなん）
叶野学園高校生徒会臨時採用。能天気な性格で人（特に神様族）の言った事を簡単に信じてしまう。かなりのドジッ娘。日常の行動はハムスターの様な愛くるしさである。強い霊感を持っているが叶野市ではうまく発揮できない（叶野市外の半分くらいのちから。〝かくれんぼ〟の時は十分の一未満だったらしい）。〝かくれんぼ〟の時、一騎当千の助っ人として政府の機密機関〝黒猫〟から神様さがしの助っ人として叶野学園へ配属された。三月の〝黒猫事件〟では裏切ったものの、多加良たちによってもうしばらく叶野市に滞在する事になった。
願いは何の変哲もない、他愛もない日々の暮らしを送ること。

### 神様族
〝かのう様〟（かのうさま）
叶野市限定で不可視の力を使える存在。叶野市の中では神様以上の力を持つがそれ以外の土地では力がでない。長い銀糸の髪に黄金色の双眸という美しい顔立ちに抜群のプロポーションを持ち合わせた絶世の美女。だが性格はかなりの腹黒で、厄介事（主にゲーム）を生徒会メンバーに押し付けて、それに東奔西走する様を見ては楽しんでいる。普通は見ることは出来ないが、彩波を憑坐とする事によりその姿を見ることが出来る。また、〝かのう様〟が見せたいと思えば、数分間だけ見ることが出来る。ただしどちらの場合も〝かのう様〟が認めた相手しか見ることは出来ない。叶野市に入った者（神様族も含む）に願いの植物の種を蒔き、その願いが叶った時に出来る石を集めている。ちなみに普段見えている〝かのう様〟には実体がないので触ることは出来ない。本体は和家本邸の庭にある、ビニールハウスの地下の光り輝く大木の様な結晶体に捕われている。

### 和家
和 彩波（かのう いろは）
叶野学園理事長の娘。かのう様の憑坐。多加良の事が大好きなハイテンション娘。現在は叶野学園中等部2年生。

## 用語
桑田万能流
ありとあらゆる武術を取り込んでつくられた武術。
黒猫
日本政府の特務機関。超能力を持っている人が多い。

## 既刊一覧

### 長編
- 神様ゲーム カミハダレニイノルベキ 2005年6月30日発売、ISBN 4-04-471401-0
- 神様ゲーム2 カミハナニヲエラブベキ 2005年11月1日発売、ISBN 4-04-471402-9
- 神様ゲーム3 カミハダレガマモルベキ 2006年3月1日発売、ISBN 4-04-471403-7
- 神様ゲーム4 カミハダレトオドルベキ 2006年6月1日発売、ISBN 4-04-471404-5
- 神様ゲーム5 カミハナミダヲナガスベキ? 2007年1月1日発売、ISBN 4-04-471406-1
- 神様ゲーム6 カミハナニヲイダクベキ? 2007年9月1日発売、ISBN 978-4-04-471407-9
- 神様ゲーム7 カミニナニヲハコブベキ? 2008年8月1日発売、ISBN 978-4-04-471410-9
- 神様ゲーム8 カミニナニヲワタスベキ? 2010年12月28日発売、ISBN 978-4-04-471411-6

### 短編集
- 神様とゲーム ハレ／クモリ／アメ／ニジ 2006年9月1日発売、ISBN 4-04-471405-3
- 神様でゲーム ソラ／ホシ／カゼ／ヒビ 2007年11月1日発売、ISBN 978-4-04-471408-6
- 神様もゲーム カガミ／ガラス／ヒカリ／アソベ 2008年6月1日発売、ISBN 978-4-04-471409-3

## 漫画
『月刊Asuka』2008年1月号よりコミック連載開始。
- 神様ゲーム 第1巻 2008年7月26日発売、ISBN 978-4-04-854203-6
- 神様ゲーム 第2巻 2009年1月26日発売、ISBN 978-4-04-854281-4
- 神様ゲーム 第3巻 2009年7月25日発売、ISBN 978-4-04-854348-4